# Tollent
Tollent es una comuna francesa situada en el departamento de Paso de Calais, en la región de Alta Francia.

## Demografía
| 142 | 148 | 118 | 86 | 82 | 77 | 92 |
| Para los censos de 1962 a 1999 la población legal corresponde a la población sin duplicidades (Fuente: INSEE [Consultar]) |     |     |    |    |    |    |